# Олександр Микола Гараїн
Олександр Микола Гараїн (біл. Аляксандр Мікалай Гараін; нар. 30 березня 1651, Лисково — пом. 7 грудня 1735, Королівство Пруссія) — римо-католицький діяч Великого князівства Литовського, єпископ Смоленський (1711—1716) і Жемайтський (1716–1735). Походив із шляхетського роду Гараїнів герба «Шренява». Мав брата Флоріана Казимира, підчашого Волковиського, у якого було три сини: Міхал, Олександр Казимир і Ян Антоній Гараїн. З 9 квітня 1678 р. — священик. Гараїн — кустош і офіціал Віленський, настоятель Гераненський.
З 15 вересня 1704 р. — призначений єпископом-суфраганом білоруським Віленської єпархії. Титулярний єпископ Тиберії. З 23 грудня 1711 р. — єпископ Смоленський, з 7 грудня 1716 р. — єпископ Жемайтський.
У 1722 році його племінник Олександр Казимир Гараїн, будучи дедичем маєтку Чорноруччя і села в ньому Ольковичі, на свої кошти побудував там дерев'яний костел Різдва Пресвятої Діви Марії..
Після смерті в 1733 році короля Августа II вступив в конфлікт з командуванням російських військ в Жемайтії і виїхав до Пруссії, жемайтською єпархією керував через свого племінника Олександра Казимира Гараїна. Автор твору «Книга святого Йосифа про різні братства» (Вільно, 1734).
Помер у Шилгалу в Пруссії, похований у Варняї.